# Elizabeth Wright (nadadora)
Elizabeth Wright (Australia, 9 de noviembre de 1979) es una nadadora paralímpica australiana que ganó una medalla de bronce en los Juegos Paralímpicos de Atlanta 1996 y un bronce y una plata en los Juegos Paralímpicos de Sídney 2000. También tiene un Máster en Filosofía de las Bellas Artes (fotografía).

## Vida personal
Wright nació el 9 de noviembre de 1979,  y es de la ciudad de Cooranbong, en Nueva Gales del Sur. Nació con una deficiencia congénita de las extremidades. Le falta el brazo derecho a la altura del codo, su pierna derecha está «severamente acortada» y requiere el uso de una prótesis y le faltan dos dedos y el hueso del antebrazo de su mano izquierda.

## Carrera deportiva
La carrera de natación de Wright al más alto nivel duró siete años. Su clasificación durante este tiempo fue S6. Nadó para el Club de Natación Amateur de Gosford, y fue nadadora del Instituto de Deportes de Nueva Gales del Sur. Asistió a la inauguración de la piscina del Retiro de la Montaña del Manglar de la Misión Wesley. En los Juegos Paralímpicos de Atlanta 1996 ganó una medalla de bronce en la prueba femenina de 50 m mariposa S6. En enero de 2000, asistió a las celebraciones del Día de Australia en Forest Park como embajadora paralímpica. Compitió en los Juegos Paralímpicos de Sídney 2000 donde ganó una medalla de plata en la prueba femenina de 400 m estilo libre S6, y una medalla de bronce como parte del equipo femenino australiano en el relevo de 4 x 50 m estilo libre.

## Carrera académica
Wright asistió por primera vez a la Universidad de Newcastle en 2003 a instancias de su madre para explorar su amor por el arte en ese entorno. Se inscribió en el programa de la Fundación Abierta de la universidad, que está destinado a estudiantes mayores de veinte años que entran en la universidad por primera vez, antes de trasladarse al campus de la Costa Central para completar una licenciatura en Bellas Artes. En 2008, asistió a la Universidad de Newcastle, donde completó una Maestría de Filosofía en Bellas Artes (Fotografía). Posteriormente, asistió a la Universidad de Leeds como estudiante de doctorado en filosofía, realizando una investigación en las bellas artes. En la Conferencia de la Asociación Canadiense de Historia Pública de la Mujer, «Los cuerpos de la mujer en el contexto de la historia pública», celebrada en Ottawa, Ontario (Canadá), presentó una ponencia titulada self (un)contained: revealing the authentic experience of disability within a feminist context. Publicó un artículo en la revista de posgrado de cultura y arte de la Universidad de Edimburgo titulado My Prosthetic and I: identity representation in bodily extension. Actualmente Wright trabaja con la organización benéfica para discapacitados CBM en el extranjero como su embajador deportivo.